# روزهای مدرسه پسرک
روزهای مدرسه پسرک (انگلیسی: Babe's School Days) یک فیلم کمدی صامت کوتاه به کارگردانی ویلارد لوئیس است که در سال ۱۹۱۵ منتشر شد. از بازیگران این فیلم می‌توان به اولیور هاردی اشاره کرد.